# Vlag van Tucumán

Huidige vlag van Tucumán

De vlag van Tucumán heeft een lichtblauwe centrale baan en twee witte baan aan de boven- en onderkant (het omgekeerde van de nationale vlag). Het werd goedgekeurd door de Provinciale Wetgevende Raad op 13 april 2010.
Het ontwerp van de vlag werd op 27 februari 1812 toegekend aan Manuel Belgrano. Bij de inhuldiging van de batterijen Libertad en Independencia in de Villa de Rosario wappert hij met deze vlag die, zoals hij zelf in zijn verslag zegt: "Ik heb hem wit en lichtblauw laten maken, in overeenstemming met de kleuren van de nationale haan". De generaal vertrekt naar Jujuy volgens het nieuwe bevel dat hij heeft gekregen, zonder te weten dat het driemanschap het gebruik van de vlag die hij had gecreëerd heeft verboden.
Eenmaal geïnstalleerd in de noordelijke provincie en om het moreel van het bij Huaqui verslagen beginnende leger op te vijzelen, liet hij kanunnik Juan Ignacio Gorriti op 25 mei 1812 een nieuwe blauw-witte vlag zegenen. Hij presenteerde het aan de troepen als het "nationale embleem dat ons zou onderscheiden van de andere naties op aarde" en liet het hijsen in het gemeentehuis, ter vervanging van de koninklijke standaard.
Toen Bernardino Rivadavia hiervan hoorde, gaf hij opdracht om de vlaggen weg te gooien, dus Belgrano gaf opdracht om de gemaakte vaandrig op te bergen. Het wapperde zelfs niet tijdens de slag van 24 september 1812 in Tucumán. Maar na de prachtige triomf van de patriottische wapens, terwijl hij met zijn troepen naar Salta marcheerde, liet Belgrano op 13 februari 1813 weer een vlag wapperen. Hij liet zijn troepen de eed zweren bij de rivier de Pasaje, die sindsdien bekend staat als Juramento. Zeven dagen later versloeg het leger van Belgrano de royalisten opnieuw in Salta, waar het vaandel, die nu beide legers onderscheidde, wel wapperde.

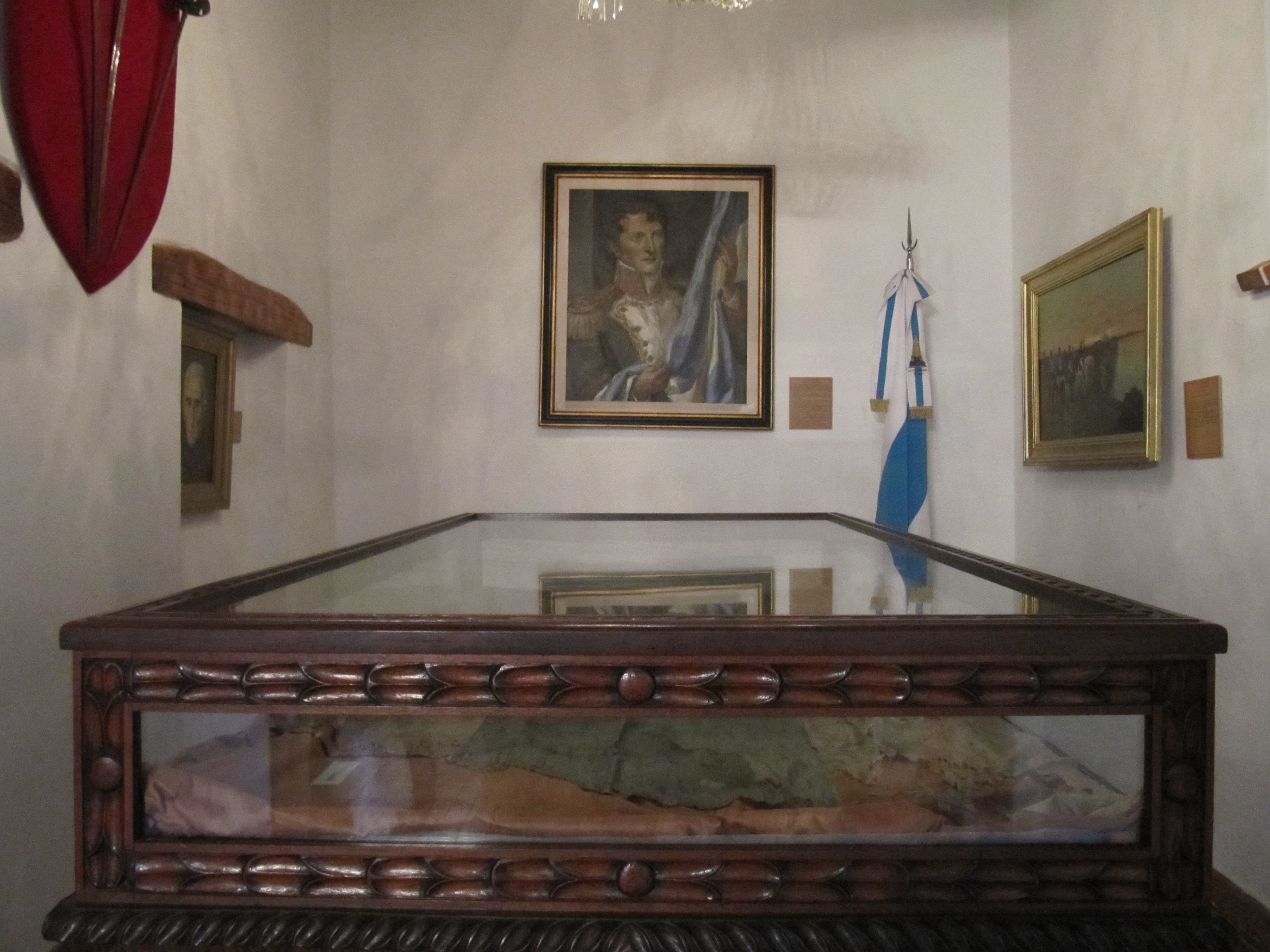
De vlag van Belgrano te zien in het Casa de la Libertad in Sucre, Bolivia.

Het dorp Macha leek een fata morgana voor de verslagenen. Het was toen dat Belgrano de pastoor van de kerk belde en hem in het geheim vroeg om de vlaggen van zijn leger te verbergen, omdat hij een mogelijke nederlaag zag aankomen.
Macha's naam komt van de plaats waar ze gevonden werd, in een dorp bij Potosí, Bolivia, met bloedvlekken en buskruit, verborgen om niet gevangen genomen te worden door de royalistische troepen.
Meer dan zeventig jaar later werd de vlag teruggevonden en deze wordt momenteel tentoongesteld in het Casa de la Libertad in Sucre, in een paviljoen dat aan de vlag en aan historische figuren van Argentinië is gewijd.

## Geschiedenis

Vlag uit 1814.

De eerste historische vermelding in dit verband dateert uit 1812. Fray Joaquín Masian, bewaarder van het klooster van San Francisco, schreef in de archieven dat er een nieuwe vlag was gemaakt voor de geannexeerde school.
In de tekst staat:
In de school hing een lichtblauwe en witte tafzijde vlag met kwastjes van hetzelfde materiaal en twee linten van meer dan vier vingers breed, de ene wit en de andere lichtblauw, aan de speer, ... die door de overheid werd betaald voor de donderdagse wandelingen op het plein en andere activiteiten die in opdracht van de overheid werden uitgevoerd.
Dit document werd ook onderschreven door Bernabé Aráoz, die twee jaar later gouverneur van de provincie zou worden.
Op dat moment, 1814, werd het woord Tucumán toegevoegd aan de witte band en daaronder het jaartal in gouden letters. Dit was een verwijzing naar de oprichting van de nieuwe Gobernación Intendencia del Tucumán. Deze vlag is een van de oudste die in Argentinië bewaard is gebleven en kan worden gevonden in de kerk van San Francisco, San Miguel de Tucumán.

Vlag uit 1820.

Sommige onderzoekers beweren dat Aráoz zelf een nieuwe vlag heeft aangenomen in maart 1820 toen de kortstondige Republiek Tucumán werd uitgeroepen. Het vaandel had twee horizontale banden, de bovenste rood en de onderste blauw. Bij zijn ambtsaanvaarding droeg Aráoz een band met dezelfde kleuren. De Republiek was een kort leven beschoren door interne rivaliteiten en toen de gouverneur werd afgezet (op 29 augustus 1821) hielden zowel de politieke entiteit als de vlag die het symbool ervan was, op te bestaan.

Vlag uit 1995.

In 1995 stelde Alfredo Guido Linares, afgevaardigde van de Fuerza Republicana (een partij die verantwoording aflegde aan Antonio Bussi, die gouverneur was tijdens de dictatuur), een ontwerp voor dat geïnspireerd was op het idee van dr. Miguel Carrillo Bascary om de oude vlag van 1814 te herstellen. Linares wijzigde het model echter aanzienlijk. De resulterende vlag had een enkel lichtblauw veld met een wit Romeins kruis in het midden met de jaartallen 1812 en 1816 aan beide uiteinden van de horizontale arm en ondersteund door een half rijzende zon met tien afwisselend lange en korte zichtbare gouden stralen achter de verticale arm en daaronder de omtrek van het Casa Histórica de Tucumán ook in goud op de verticale arm van het kruis en aan weerszijden daarvan twee groene lauriertrossen.
De betekenis van deze symboliek is als volgt: de lichtblauwe en witte kleuren weerspiegelen de Argentijnse identiteit, de data verwijzen naar de Slag om Tucumán en de Onafhankelijkheidsverklaring, terwijl de zon verwijst naar de bekende Meizon en het Huis naar de plaats waar de genoemde Onafhankelijkheid werd uitgeroepen. De wetgevende macht van Tucumán nam deze vlag unaniem aan in 1995, maar aftredend gouverneur Ramón Ortega nam de wet niet aan, die werd uitgevoerd door zijn opvolger Antonio Bussi.
De gouverneurs die Bussi opvolgden, behorend tot de Partido Justicialista, stopten sinds 1999 in de praktijk met het gebruik van deze vlag, zonder de vorige wet in te trekken. Aanhangers van de Fuerza Republicana bleven de vlag echter voeren. Op 3 december 2008 trok de wetgevende macht van Tucumán, op aandringen van gouverneur Alperovich, de wet van 1995 in.
Op 13 april 2010 keurde de wetgevende macht de nieuwe provincievlag goed, ook bekend als de "Macha-vlag", naar de Boliviaanse stad Macha waar de vlag werd gevonden. Het ontwerp wordt toegeschreven aan Manuel Belgrano, die het zou hebben gebruikt in de Slag om Tucumán in 1812 en de daaropvolgende campagnes in het noorden.

## Historische vlaggen

Vlag van Tucumán in 1812
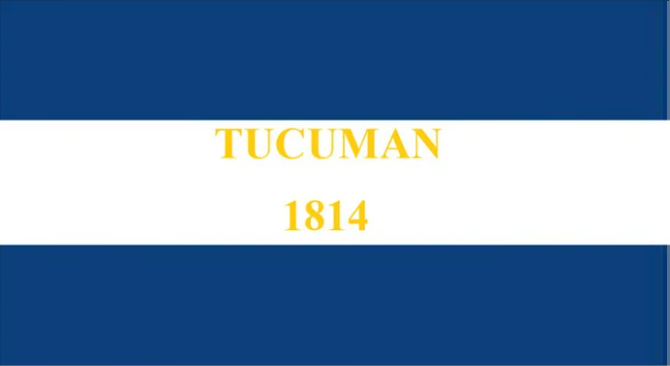
Vlag van Tucumán in 1814
Vlag van Tucumán tussen 1814-1820
Vlag van de Republiek Tucumán (1820-1821)
Vlag van Bella Vista. Geïnspireerd op de vlag van 1820-1821.
Voorstel 1994
1995-2010
Vlag van Tucumán (2010-heden)